# Hexachaeta
Hexachaeta is een geslacht van insecten uit de familie van de Boorvliegen (Tephritidae), die tot de orde tweevleugeligen (Diptera) behoort.

## Soorten
- H. fallax Lima, 1954
- H. obscura Hendel, 1914
- H. seabrai Lima, 1953